# 16103 Lorsolomon
16103 Lorsolomon (1999 VU81) là một tiểu hành tinh vành đai chính được phát hiện ngày 5 tháng 11 năm 1999 bởi nhóm nghiên cứu tiểu hành tinh gần Trái Đất phòng thí nghiệm Lincoln ở Socorro.